# Le Mesnil-Amelot (métro de Paris)
Le Mesnil-Amelot est une future station du métro de Paris qui sera située à l'extrémité nord-est de la ligne 17, sur le territoire de la commune du Mesnil-Amelot, dans le département de Seine-et-Marne, en région Île-de-France. Destinée à être ouverte à l'horizon 2030, elle devrait voir passer 5 000 voyageurs par jour.

## Situation sur le réseau
Futur terminus de la ligne 17, la gare est implantée au nord de la commune du Mesnil-Amelot, à proximité de la rue de Paris (RD 401). Elle s’inscrit dans les perspectives de développement de la plateforme aéroportuaire de Paris - Charles de Gaulle et est étroitement liée aux projets du Grand Roissy. Porte d’entrée du Grand Paris Express pour les communes du nord-ouest de la Seine-et-Marne et du sud de l’Oise, la gare est desservie par plusieurs lignes de bus. Un parc-relais sera créé pour permettre aux automobilistes de déposer leur véhicule et faciliter ainsi une complémentarité entre les modes de transport.

## Histoire
La gare est conçue par l'agence Explorations Architecture.
La station comportera une œuvre d'Esther Stocker, en coopération avec l'architecte Benoît Le Thierry d’Ennequin.
En 2024 des travaux préparatoires (déviations de réseaux) démarrent sur le site du futur chantier. 